# Serra Grande
Serra Grande är en kommun i Brasilien.   Den ligger i delstaten Paraíba, i den östra delen av landet, 1 400 km nordost om huvudstaden Brasília. Antalet invånare är 2 975.
Omgivningarna runt Serra Grande är huvudsakligen savann. Runt Serra Grande är det ganska glesbefolkat, med 25 invånare per kvadratkilometer.